# Westoniella
Westoniella é um género botânico pertencente à família Asteraceae.